# Bedřich Smetana
Bedřich Smetana (Litomyšl, 2. ožujka 1824. – Prag, 12. svibnja 1884.) bio je češki skladatelj, pijanist i dirigent. Osnivač je češke nacionalne škole i smatra se prvim značajnim bohemskim skladateljem, također i "Ocem češke glazbe".
Vodio je vlastitu glazbenu školu u Pragu, a neko vrijeme bio je direktor i dirigent Filharmonijskog društva u Göteborgu (Švedska). Bio je glazbeni kritičar novina "Narodni listy". Godine 1874. napustio je javno djelovanje zbog gluhoće. Skladao je prema temama iz legendi, povijesti i nacionalnog folklora. Ujedno je, kao pijanist, dirigent i organizator, pokretač nacionalnih snaga u češkom muzičkom životu. U grandioznom ciklusu "Moja domovina", koji obuhvaća šest simfonijskih pjesama, dao je jedinstvenu tonsku apoteozu češkog mita i povijesti. Smetanino cjelokupno djelo sretna je sinteza nacionalnih i tada aktualnih europskih muzičkih elemenata, pučkog i umjetnički dotjeranog izraza. 

## Djela
- "Prodana nevjesta",
- "Libuša",
- "Dalibor",
- "Moja domovina",
- "Vltava". (zapravo ulomak iz "Moja domovina", simfonijska pjesma)

1. ↑  How Friedrich became Bedřich. www.berliner-philharmoniker.de (engleski). Pristupljeno 30. prosinca 2024.